# Ephydra
Ephydra is een geslacht van vliegen uit de familie van de oevervliegen (Ephydridae). De wetenschappelijke naam van de soort is voor het eerst geldig gepubliceerd in 1810 door Carl Fredrik Fallén.
De vliegen uit dit geslacht komen voor aan de oevers van zout of brak water. De typesoort, Ephydra riparia, komt veel voor aan de kust van Zweden, Denemarken en Noorwegen tot aan de Noordkaap. Ephydra hians is een veel voorkomende soort in de zoutmeren Mono Lake in Californië en Abert Lake in Oregon.

## Soorten
- E. afghanica Dahl, 1961
- E. attica Becker, 1896
- E. auripes Aldrich, 1912
- E. bivittata Loew, 1860
- E. brevis Walker, 1858
- E. bruesi Cresson, 1934
- E. flavipes (Macquart, 1843)
- E. glauca Meigen, 1830
- E. goedeni Wirth, 1971
- E. gracilis Packard, 1871
- E. macellaria Egger, 1862
- E. millbrae Jones, 1906
- E. murina Wirth, 1975
- E. nana Walker, 1858
- E. niveiceps Cresson, 1916
- E. obscuripes Loew, 1866
- E. oscitans Walker, 1858
- E. packardi Wirth, 1971
- E. pectinulata Cresson, 1916
- E. pseudomurina Krivosheina, 1983
- E. riparia Fallen, 1813
- E. scholtzi Becker, 1896
- E. subopaca Loew, 1864
- E. thermophila Cresson, 1934
- E. usingeri Wirth, 1976